# Bonanza Peak (Washington)
Der Bonanza Peak ist ein hoher Berg in den North Cascades im US-Bundesstaat Washington. Er liegt in der Glacier Peak Wilderness im  Wenatchee National Forest. Mit 9.516 ft (2.900 m) Höhe ist er der höchste Punkt im Chelan County und der höchste nicht-vulkanische Gipfel in Washington sowie der gesamten Kaskadenkette. Die Schartenhöhe des Bonanza Peak liegt bei 3.711 ft (1.131 m), was ihn auf der Liste der prominentesten Berge in Washington auf Platz 26 setzt. Der nächste höhere Gipfel ist der Glacier Peak, 14,4 mi (23,2 km) südwestlich gelegen.
Der Bonanza Peak wird von drei großen Gletschern flankiert: dem Company Glacier im Norden, dem Mary Green Glacier im Osten und dem Isella Glacier im Süden.

## Geschichte
Der Bonanza Peak wurde ursprünglich North Star Mountain genannt, während ein kleinerer Berg im Südwesten den Namen Bonanza Peak bekam.  Die erste topographische Karte der USGS von der Region von 1904 vertauschte jedoch die Namen fälschlicherweise; diese Benennung wurde in der Folge übernommen.:44
Der Bonanza Peak wurde erstmals 1937 von Curtis Ijames, Barrie James und Joe Leuthold, allesamt Mitglieder der Mazamas, bestiegen.